# Radka Rosická
Radka Rosická (* 20. April 1981 in Havířov als Radka Kocurová) ist ein tschechisches Model und Fernsehmoderatorin.

## Leben
Sie besuchte eine private Wirtschafts- und Bankschule. 2002 nahm sie am Schönheitswettbewerb "Miss Renata" teil und belegte den zweiten Platz. Im selben Jahr nahm sie an der Wahl zur Miss Tschechien teil und wurde auch hier Zweite. Sie nahm anschließend als Vertreterin ihres Landes an der Wahl zur Miss Europe teil. 2011 beendete sie ihre Modelkarriere.
Seite 2006 ist sie die Lebenspartnerin des Fußballspielers Tomáš Rosický, mit dem sie ein Kind hat und seit dem 31. Mai 2014 verheiratet ist.
2013 begann sie als Wettermoderatorin beim Fernsehsender „TV Nova“. 2017 moderierte sie mehrere Folgen von „Sama doma“, einer Unterhaltungsnachrichtensendung für Frauen, und präsentierte die Ergebnisse der tschechischen Jury beim Eurovision Song Contest 2017 und Eurovision Song Contest 2018.